# Hruštička
Hruštička (Pyrola) je rod se 30 druhy rostlin náležících do čeledě vřesovcovité. Přirozeně se vyskytuje v oblastech severní polokoule.

## Vybrané druhy
- Pyrola americana
- Pyrola asarifolia
- Pyrola chlorantha
- Pyrola elliptica
- Pyrola grandiflora
- Pyrola incarnata
- Pyrola media
- Pyrola minor
- Pyrola norvegica
- Pyrola picta
- Pyrola rotundifolia